# 타임 마스터
《타임 마스터》(Time Masters, Les Maitres Du Temps)는 프랑스에서 제작된 르네 랄루 감독의 1982년 애니메이션 영화이다. 장 발몽 등이 주연으로 출연하였다.

## 출연

### 주연
- 장 발몽
- 미셸 엘리아스
- 프레더릭 레그로
- 이브-마리 모린

### 조연
- 모니크 티에리
- 파트릭 보쟁
- 피에르 토르네

## 기타
- 원작자: 스테판 울